# Progressão continuada
Progressão continuada é uma das formas básicas de ensino nas escolas fundamentais que pressupõe que o estudante deve obter as competências e habilidades em um ciclo, que é mais longo que um ano ou uma série. Nesse sistema de ciclos, não está previsto a reprovação, mas a recuperação, por aulas de reforço.
O objetivo é regularizar o fluxo de alunos ao longo dos anos de escola, para superar o fracasso das altas taxas de reprovação. A ideia é que com isso, os alunos tenham acesso ao estudo, sem repetências ou interrupções, que criariam desânimo e/ou prejudiquem o aprendizado.

## Implantação
O sistema de progressão continuada foi implantado inicialmente na França em 1989, com o objetivo de reduzir o número de alunos reprovados e melhorar a qualidade do ensino. No Brasil, já existiam iniciativas de implementar o sistema de progressão continuada em 1920. A partir de 1980, esse sistema passou a ser discutido em debates nacionais.  Paulo Freire, quando Secretário Municipal de Educação de São Paulo, implantou a ideia. Em 1996, por conta da Lei de Diretrizes e Bases da Educação, o sistema passou a ser adotado nas escolas.

## Críticas
Algumas famílias associam esse sistema a uma queda de qualidade no ensino, por isso o motivo de críticas. Os professores em geral, acreditam que a reprovação é uma forma de exigir interesse e empenho dos estudantes. Outra crítica é a de que o fenômeno do "copismo", relacionado ao analfabetismo funcional, vem aumentando, devido à progressão continuada. 
Entre os acadêmicos, embora haja opositores a esse sistema, há mais defensores. Geralmente, as críticas dos professores universitários recaem sobre a forma de implementação desse sistema, que muitas vezes ocorreu sem a participação de professores do ensino médio, sem um projeto pedagógico adequado e sem condições para a oferta de recuperação de conteúdo aos alunos.
Além disso, a progressão continuada pode prejudicar os alunos, no sentido de que eles estarão em uma série mais avançada sem possuir os conhecimentos básicos, que são necessários para aprender os conteúdos mais complexos.